# Australopitecíneo
O termo australopitecíneo refere-se geralmente a qualquer espécie relacionada aos gênero Australopithecus e Paranthropus. Pode também incluir Kenyanthropus, Ardipithecus, Praeanthropus, Orrorin, Sahelanthropus, e Graecopithecus. O termo deriva de uma classificação antiga que considerava esses gêneros em uma subfamília separada, Australopithecinae. Agora, o termo se refere a uma subtribo, Australopithecina, incluída na tribo Hominini. Membros do gênero Australopithecus são às vezes referidos como "australopitecíneos gráceis", enquanto que do gênero Paranthropus são chamados de "australopitecíneos robustos".
Os australopitecíneos ocorreram entre o Plioceno e Pleistoceno, e eram bípedes e a dentição similar ao dos humanos, mas não possuím o cérebro muito maior que dos modernos chimpanzés, com encefalização menor do que observado no gênero Homo. Humanos provavelmente descendeem de australopitecíneos, enquanto que o gênero Ardipithecus é provável ancestral dos australopitecíneos.

## Filogenia
Filogenia de acordo com .
- Australopithecina
  - Australopithecus
    - A. afarensis
    - A. africanus
    - A. anamensis
    -  A. bahrelghazali
    - A. garhi

  - Paranthropus
    - P. robustus
    - P. boisei
    - P. aethiopicus

  - Ardipithecus
    - A. ramidus

  - Orrorin
    - O. tugenensis

  - Sahelanthropus
    - S. tchadensis

  - Graecopithecus
    - G. freybergi